# Mburucuyá megye
Mburucuyá egy megye Argentínában, Corrientes tartományban. A megye székhelye Mburucuyá.

## Települések
Önkormányzatok és települések (Municipios y comunas)
- Mburucuyá